# Johns Creek, Georgia
Johns Creek là một thành phố thuộc quận Fulton trong tiểu bang Georgia, Hoa Kỳ. Thành phố có diện tích  km², dân số theo điều tra năm 2000 của Cục điều tra dân số Hoa Kỳ là người.